# Xesc Forteza
Xesc Forteza Forteza (Palma de Mallorca, Islas Baleares, 1926 - Palma de Mallorca,Islas Baleares, 1999) fue un autor, actor y director de teatro español.
De formación autodidacta, a los once años actuó por primera vez en una compañía profesional. En 1948, ingresó en la compañía Artis, de la cual formaría parte hasta poco antes de su desaparición en 1969, en ella participó en más de 150 obras (muchas de ellas en el Teatro Principal de Palma de Mallorca). En 1967, fundó su propia compañía y, en 1971 convirtió el Salón Rialto en un teatro donde actuó hasta 1991. En 1997 le fue otorgado el Premio Ramon Llull.
También ha trabajado como showman en diversas salas de fiestas de Palma y, de manera esporádica, en producciones cinematográficas (curiosamente, Xesc Forteza interpretaba a un guardia civil de la película de Berlanga El verdugo). Más relevantes fueron sus actuaciones en televisión, como en la serie ¡Ay, señor, señor! (1994) con Andrés Pajares y Javier Cámara.

## Representaciones
- Ninette i un senyor de Mallorca, de Miguel Mihura.
- El avaro de Molière.
- El médico a palos, de Molière.

## Cinematografía
- Un, dos, tres... ensaïmades i res més (1985), de Joan Solivellas.
- Profesor Eroticus (1981), de Luis María Delgado.

## Obras propias
- El dimoni ja no fa por a ningú
- Majòrica-81'
- Jubilat ve de jubileu